# 복혼
복혼(複婚, 영어: polygamy)은 배우자가 한 명인 단혼의 반대말로서 배우자가 2명 이상인 혼인형태, 즉 복수의 아내나 남편을 가지는 형태이다. 복혼제는 일부다처혼(一夫多妻婚, polygyny), 일처다부혼(一妻多夫婚, polyandry), 집단혼(集團婚, group marriage)의 형태로 나타나고 있다.

## 복혼의 종류

### 일부다처제
일부다처제는 한 남편에 다수의 아내가 있는 혼인 형태로, 아시아, 아프리카, 태평양의 섬들, 아메리카 인디언 사회의 일부에 이 제도가 남아 있는데, 특히 이슬람 지역에 많다. 이슬람 지역에서 일부다처제 전통이 있는 이유는 이슬람이 세금징수를 통한 공동체의 생존을 위해 정복전쟁을 할 당시 과부들이 많이 생겼기 때문에 이들을 배려하기 위한 것이었다. 현대사회에서는 복지를 국가의 의무로 생각하여 직업교육 등의 복지제도가 마련되어 있지만, 이슬람이 태동한 고대사회에서는 여성가장을 위한 복지가 없었다.

### 일처다부제
일처다부제는 한 아내에 다수의 남편이 있는 혼인 형태로, 인도의 토다족과 티베트의 하층민 사회가 일처다부제로 유명하다. 주로 가난한 계층에서 얼마 안 되는 재산을 여러 형제가 나누어 가지면 모두가 살기 어렵기 때문에 재산을 공유하는 것처럼, 여러 형제가 한 명의 아내와 생활한다. 이때 남자가 여러 명이므로 각각 기간을 정해 생활한다.

### 집단혼
집단혼은 여러 명의 남녀가 서로 공동의 배우가 되는 혼인 형태이다.

## 복혼의 역사
1861년 스위스의 J.바흐호펜이 <<모권론>>에서 원시시대에는 난교적 성관계와 모권제가 행하여졌다고 기술한 것을 계기로, 유럽과 미국의 학자들이 혼인=가족이라는 진화의 도식을 발표하였다. 미국의 L.H.모건의 저서 <<고대사회>>(1877)는 난교→집단혼→대우혼→단혼의 역사적 발전도식을 주장해 학계의 큰 영향을 끼쳤다. 19세기말 이래 호주의 W.슈미트, 영국의 B.말리노프스키, 핀란드의 F.웨스터마크 등이 원시시대에서도 단혼제가 보편적이었다고 주장한 뒤로, 오늘날 원시시대의 난교나 집단혼을 부정하는 학설이 지배적이다. 다만 부부만이 성을 독점하지 않고, 공동체 성원에게 개방되어 있었다. 이를 모건은 '프나르아혼'이라 하여 집단혼의 1형식이라 보았으나 실제로는 성의 공유였다. 형제형 일처다부제나 자매형 일부다처제의 복혼형태와, 그 수반현상인 레비레이트혼이나 소로레이트혼이라는 선호적 재혼형식도 이성적 공유관계에서 파생된 것이다.
한국 역사에서 가족, 호의 범위가 형태가 제도화되는 것은 조선왕조에 들어와서이다. 왕조는 복혼을 금지하고 단혼을 제도화하였다. 하지만 이러한 제도화로 처첩제가 생기는 문제도 있었다.

## 복혼이 허용되는 국가

일부다처제가 허용되는 지역

### 일부다처제가 허용되는 아프리카 국가
가이아나, 나이지리아, 니제르, 남수단, 라이베리아, 말리, 모로코, 모리타니아, 리비아, 소말리아, 수단, 시에라리온, 알제리, 에리트레아, 이집트, 잠비아, 중앙아프리카공화국, 차드, 탄자니아, 카메룬, 콩고 공화국, 콩고 민주공화국 등

### 일부다처제가 허용되는 아시아 국가
방글라데시, 브루나이, 레바논, 말레이시아, 미얀마, 사우디아라비아, 시리아, 아랍 에미리트 연합, 아프가니스탄, 예멘, 요르단, 이란, 이라크, 인도네시아, 카타르, 쿠웨이트 등

### 이슬람국가의 쿠란 법률 중 일부다처혼에 관한 법률
<꾸란 4:3> 만약 너희가 고아에게 공평하게 대해 줄 수 없을 것 같은 두려움이 있다면 결혼을 할 것이니 너희 마음에 드는 여인으로 둘, 셋, 또는 넷을 취할 것이다. 그러나 그녀들을 공평하게 대해 줄 수 없을 것 같은 두려움이 있다면 한 여인이나 아니면 너희 오른 손이 소유한 것을 취할 것이다. 만약 너희가 그들을 공정하게 대할 수 없다는 두려움이 있거든, 오직 한 여자와 결혼하라.
일처다부제가 허용되는 지역은 히말라야산맥을 중심으로 한 네팔 일부 지역과 아마존 몇 개 부족 등이 있다.

## 같이 보기
- 중혼
- 아나타한섬
  - 아나타한의 여왕사건
  - 아나타한 - 아나타한의 여왕사건을 바탕으로 만들어진 1953년 일본영화
- 일처다부제동물

## 참고자료
- 박숙자, 『가족과 성의 사회학』
- 루이스 헨리 모건, 『고대사회』
- 안정국, 「레바논 무슬림의 일부다처 현상에 관한 연구」, 한국중동학회, 2007, p37-63